# Gabon Special Economic Zone
Gabon Special Economic Zone (GSEZ). Est une entreprise implantée au Gabon, opérant dans le domaine de la logistique. Elle a été fondée en 2010 dans le cadre de la mise en place de la Zone économique spéciale de Nkok, comme joint-venture entre l’Etat Gabonais et Olam. En 2016, L’Africa Finance Corporation entre au capital.

## Activités

### Zone économique spéciale
En 2010 un partenariat est conclu entre l’Etat gabonais et la firme singapourienne Olam dans l’objectif de mettre en place la Zone économique spéciale de Nkok. GSEZ SA est créée à cette fin.

### Logistique portuaire
Outre le développement de la ZERP, les activités de GSEZ s’enrichissent de l’activités portuaires avec le lancement en 2017 d’un nouveau terminal minéralier à Owendo et d’un nouveau terminal conteneurs (New Owendo International Port),,.

### Logistique aéroportuaire
En 2018, GSEZ se voit confier la gestion de l’aéroport Léon Mba et la construction du nouvel aéroport de Libreville à Andem.